# Indústria de Detroit (murais)
Os murais Indústria de Detroit são uma série de afrescos do artista mexicano Diego Rivera, consistindo de vinte e sete painéis representando a indústria da Ford Motor Company. Juntos, eles cercam a Sala Rivera no Instituto de Artes de Detroit (DIA). Pintados entre 1932 e 1933, eram considerados por Rivera como seu trabalho mais bem sucedido. Em 23 de abril de 2014, os murais Indústria de Detroit receberam o status de marco histórico nacional.
Os dois painéis principais nas paredes norte e sul retratam trabalhadores que trabalham na fábrica de River Rouge da Ford Motor Company. Outros painéis retratam avanços feitos em vários campos científicos, como medicina e novas tecnologias. A série de murais, tomados como um todo, representa a ideia de que todas as ações e ideias são uma só.

## Comissão
Em 1932, Wilhelm Valentiner contratou Diego Rivera para um projeto ambicioso. O plano para o projeto era que Diego Rivera pintasse 27 murais de afresco no Instituto de Arte de Detroit (DIA). Ele também queria que Rivera incorporasse a indústria de Detroit como um todo, e não apenas a indústria automobilística. Antes de aceitar a proposta de Valentiers, Rivera acabara de concluir um mural na Escola de Belas Artes da Califórnia (hoje Instituto de Arte de São Francisco). O mural que ele criou demonstrou claramente sua capacidade de pintura, bem como seu interesse pela moderna cultura industrial dos Estados Unidos. No acordo para a comissão, esperava-se que o DIA pagasse todas as despesas com materiais, enquanto Rivera deveria pagar por sua própria assistência. Na época, os materiais eram incrivelmente caros e o acordo de DIA e Rivera era considerado um grande negócio. Edsel Ford contribuiu com US$ 20.000 para tornar o acordo possível.

Trecho da proposta de comissão para Diego Rivera de Wilhelm Valentiner. 

para nos ajudar a embelezar o museu e dar fama ao seu salão por meio de seu grande trabalho ... A comissão de artes ficará muito feliz em ter suas sugestões dos motivos, que podem ser selecionados depois que você estiver aqui. Eles ficariam satisfeitos se você pudesse encontrar algo fora da indústria da cidade; mas no final eles decidiram deixar isso para você, o que você acha melhor fazer.

-Wilhelm Valentiner

## Paredes norte e sul
Dos 27 murais que Rivera pintou no Instituto de Arte de Detroit, os dois maiores murais estão localizados nas paredes norte e sul. Os murais retratam os trabalhadores do Complexo Ford River Rouge, em Dearborn, Michigan. Na época, Detroit possuía um complexo industrial avançado e abrigava a maior indústria manufatureira do mundo. Em 1927, a Ford Motor Company estava introduzindo melhorias tecnológicas avançadas para sua linha de montagem, uma das quais era a linha de montagem de carro automatizada. A indústria automotiva em Detroit era capaz de fabricar todos os componentes para seus carros, algo considerado uma maravilha industrial na época. Detroit possuía fábricas que produziam diversos produtos, desde aço e energia elétrica até cimento. Embora Detroit fosse bem conhecida pela produção em massa de carros, navios, tratores e aviões também eram fabricados na cidade. Este impressionante centro de produção industrial integrado é o que Diego Rivera procurou capturar em seu trabalho no Instituto de Arte de Detroit, que mais tarde seria conhecido como os Murais Indústria de Detroit .
Quando Rivera iniciou o projeto, ele imediatamente começou a pesquisar as instalações do Complexo Ford River Rouge . Ele passou três meses em turnê de todas as fábricas e preparou centenas de esboços e conceitos para o mural. Ele também tinha seu próprio fotógrafo, que foi designado para ele como auxílio para a pesquisa de Rivera na busca de material de referência visual. O nome do fotógrafo era WJ Stettler, que também era o fotógrafo oficial da fábrica de River Rouge. Rivera ficou realmente impressionado com a tecnologia e a modernidade que estavam presentes nas fábricas de Detroit. Embora Rivera estivesse intrigado com a indústria que girava em torno do automóvel, ele também demonstrou interesse pela indústria farmacêutica e passou algum tempo na fábrica farmacêutica Parke-Davis, em Detroit, para conduzir ainda mais pesquisas para sua comissão no DIA.
Diego Rivera completou a comissão em um período de tempo relativamente curto, levando apenas oito meses para concluir o trabalho. Para que ele completasse o trabalho em tão pouco tempo, Rivera, junto com seus assistentes, tinha um cronograma de trabalho exaustivo e trabalhava rotineiramente quinze horas por dia. Sabe-se também que muitas vezes não havia intervalos no trabalho.  Rivera também tinha a reputação de pagar mal aos seus assistentes, levando-os a protestar por salários mais altos em determinado momento durante o projeto.
Naquela época, os assistentes de Rivera não eram os únicos trabalhadores que protestavam. Rivera começou a trabalhar no mural em 1932, durante a Grande Depressão. Em Detroit, um em cada quatro trabalhadores estava desempregado e, na época, a Ford Motor Company estava enfrentando distúrbios políticos e sociais com seus trabalhadores. Houve até um evento em que 6.000 trabalhadores entraram em greve, mas a mobilização foi sabotada e terminou em cinco mortes e ferimentos de outros. Considerando a reputação de Rivera como um artista revolucionário, é evidente que ele provavelmente foi inspirado pela atmosfera carregada de protesto contra uma das cidades industriais mais poderosas do mundo.

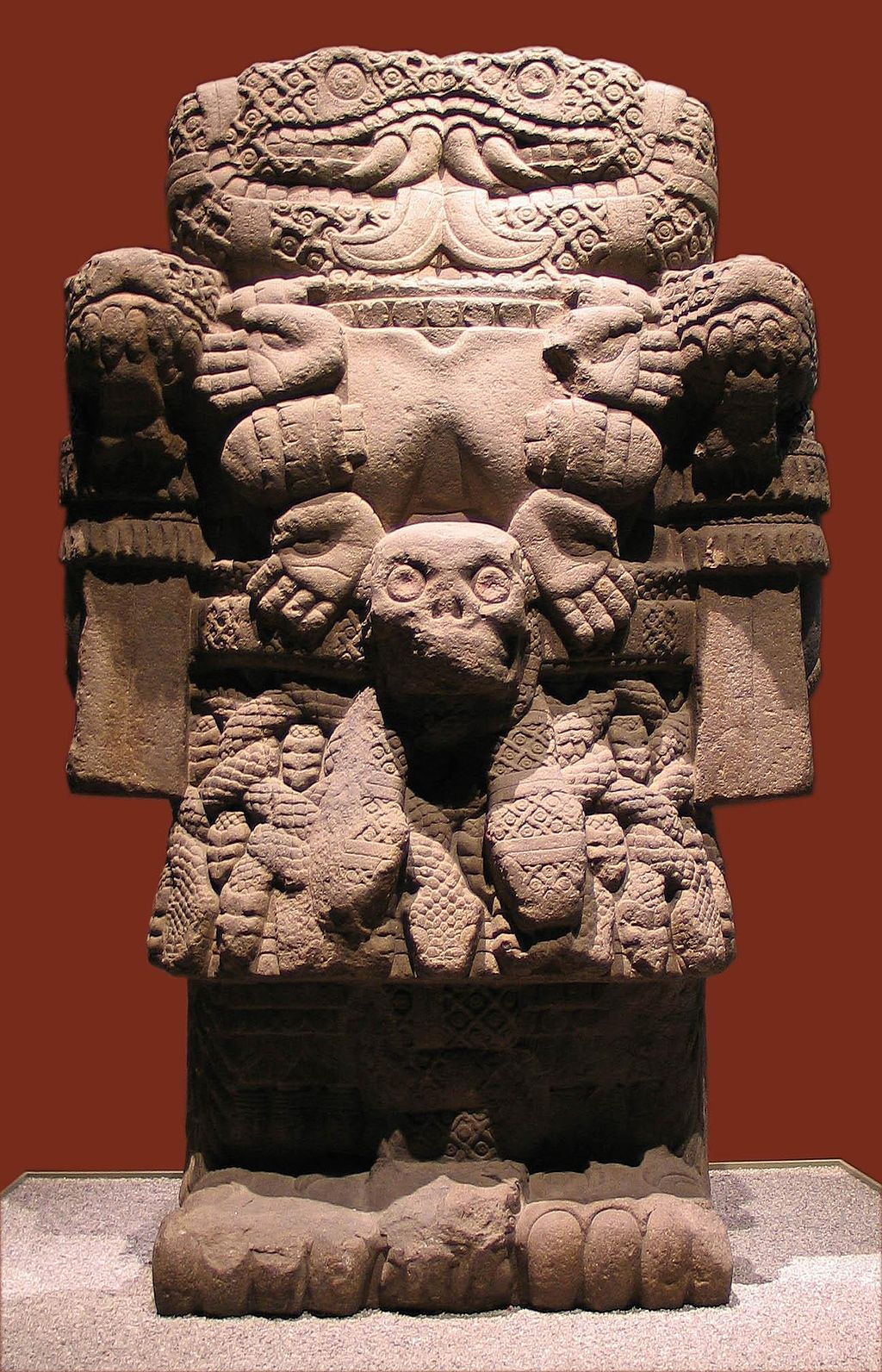
Estátua de Coatlicue exibido no Museu Nacional de Antropologia na Cidade do México

O pátio interno do DIA é dominado por dois gigantescos murais localizados nas paredes norte e sul. Estes dois murais são o clímax da narrativa que Rivera retratou em seu mural de 27 painéis. A parede norte coloca o trabalhador no centro e retrata o processo de fabricação do famoso motor V8 de 1932 da Ford. O mural também trata da relação entre o homem e a máquina como tema principal. Em uma época de reprodução mecânica, a fronteira entre o homem e a máquina era um tema comumente explorado. Enquanto a máquina estava imitando as habilidades do homem, o homem estava sendo forçado a operar de maneira mecânica, o que despertou preocupações com os direitos éticos da maioria da classe trabalhadora.
Outras qualidades incorporadas por Rivera na parede norte que comentavam sobre reprodução mecânica eram: fornos de jateamento que fazem minério de ferro, fundições que fazem moldes para peças, esteiras que transportam as peças fundidas, operações de usinagem e finalmente inspeções. Rivera descreveu todo o processo de fabricação no grande mural do lado norte. Ele também descreve a indústria química nos lados direito e esquerdo da parede norte. A imagem consiste em uma justaposição de cientistas que estão produzindo gás venenoso para a guerra e cientistas que estão produzindo vacinas para fins médicos.
No lado oposto da parede norte, Rivera descreve o processo de fabricação das partes externas do automóvel. Neste mural Rivera concentra-se na tecnologia como uma importante qualidade do futuro. Ele então alegoriza este conceito através de uma das enormes peças de máquinas de prensagem que é retratada no mural. A máquina serve para simbolizar a história da deusa asteca Coatlicue.
Na mitologia asteca Coatlicue era a mãe dos deuses, e deu à luz a lua, as estrelas e a Huitzilopochtli, o deus do sol e da guerra. A história de Coatlicue era importante para os astecas e resumia a complexidade de sua cultura e crenças religiosas. Em comparação com a história asteca, a tecnologia havia se tornado o que o mundo moderno considerava culturalmente importante, as vezes apoiando e defendendo a tecnologia tão apaixonadamente quanto a uma religião.

## Notoriedade
Mesmo antes de os murais serem feitos, havia controvérsias em torno da filosofia marxista de Rivera. Os críticos os viam como propaganda marxista. Quando os murais foram concluídos, o Instituto de Artes de Detroit convidou vários clérigos para comentar. O clero católico e episcopal condenou os murais como blasfêmia. O The Detroit News protestou que eles eram "vulgares" e "não americanos". Como resultado da controvérsia, 10.000 pessoas visitaram o museu em um único domingo.
Um painel na parede norte exibe uma figura infantil semelhante a Cristo, com cabelos dourados que lembram um halo. Flanqueando-o à direita está um cavalo (em vez do burro da tradição cristã); à esquerda está um boi. Diretamente abaixo estão várias ovelhas, um animal que faz parte da Natividade tradicional, e que em alguns casos é interpretado como um símbolo de Cristo como Agnus Dei. Um médico está no papel de José e uma enfermeira no de Maria; juntos eles estão vacinando a criança. No fundo, três cientistas, como os magos bíblicos, estão engajados no que parece ser um experimento de pesquisa. Esta parte do afresco é claramente uma visão moderna das imagens tradicionais da Sagrada Família, mas alguns críticos interpretam isso como paródia em vez de homenagem .
No entanto, tem sido fortemente sugerido que esta controvérsia foi alimentada pelo próprio patrono de Rivera, Edsel Ford, para gerar publicidade.

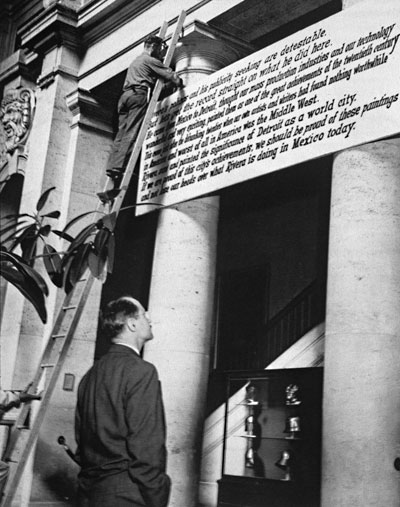
O sinal de aviso erguido ao lado dos murais de Rivera na década de 1950

Ao ser inaugurado, o painel ofendeu alguns membros da comunidade religiosa de Detroit que exigiram que ele fosse destruído, mas o comissário Edsel Ford e o diretor do DIA, Wilhelm Valentiner, mantiveram-se firmes e ele permanece intacto até hoje. Durante a década de 1950, o DIA ergueu uma placa acima da entrada do Tribunal de Rivera que dizia: 
 A política de Rivera e sua busca por publicidade são detestáveis. Mas vamos esclarecer o que ele fez aqui. Ele veio do México para Detroit, pensou sobre nossas indústrias de produção em massa e nossa tecnologia maravilhosa e muito emocionante, os pintou como uma das grandes realizações do século XX. Isso veio depois dos anos 1920, quando nossos artistas e escritores não encontraram nada que valesse a pena na América, e o pior da América era o Meio Oeste. Rivera viu e pintou o significado de Detroit como uma cidade do mundo. Se estamos orgulhosos das realizações desta cidade, devemos nos orgulhar dessas pinturas e não perder a cabeça sobre o que Rivera está fazendo no México hoje. 